# Birgit von Derschau
Birgit Baronin von Derschau (* 3. Oktober 1953 als Birgit Hübschmann in Crimmitschau/Sachsen) ist eine deutsche Fernsehmoderatorin, Journalistin und Autorin.

## Biografie
Baronin von Derschau wuchs im Schmöllner Ortsteil Zschernitzsch auf. Sie besuchte die polytechnische und erweiterte Oberschule in Schmölln und schloss letztere mit dem Abitur ab. Bereits während ihrer Schulzeit war sie in der Lokalredaktion Schmölln der Leipziger Volkszeitung tätig.
1977 begann Baronin von Derschau als Redakteurin beim Deutschen Fernsehfunk. Sie studierte Journalistik in Leipzig.
Birgit von Derschau ist mit einem Anwalt verheiratet. Sie nahm dessen Namen Haupt an, unter dem sie jahrelang öffentlich tätig war. Der Wechsel zum Namen von Derschau erfolgte erst später. Sie lebt in Berlin und hat zwei erwachsene Kinder. Ehrenamtlich unterstützt Birgit von Derschau die Arbeit des Weißen Ring e.V.

## Moderatorin
Beim DFF gestaltete und moderierte Birgit von Derschau Reportagen über spektakuläre Kriminalfälle. 1990 begründete sie zusammen mit dem Regisseur Guntram Groß die Sendung Kripo live im DFF 2 die sie (damals noch als Birgit Haupt) moderierte. Die Sendung wird seitdem wöchentlich ausgestrahlt, seit 1992 unter dem Dach des MDR. Nach über 1000 Sendungen gab von Derschau die Moderation am 29. September 2013 ab.

## Auszeichnungen
Mehrfache Auszeichnung mit Journalistenpreisen der Kriminalpolizeilichen Vorbeugungsprogramms des Bundes und der Länder
- Ehrenmitgliedschaft im Bund der Kriminalbeamten[6]
- 2000 Ehren-Kriminalkommissarin des Freistaat Sachsen[4]
- 2002 Ehren-Kriminaloberkommissarin des Freistaat Sachsen[4]
- 2011 Ehren-Kriminalhauptkommissarin des Freistaat Sachsen[4]

## Werke (Auswahl)
- Kripo live, Beraubt, belästigt, betrogen …. 1998.
- Zwischen Mitleid und Haß. 2002.
- Der Gullydeckelmörder. 2002.
- Endlich habt ihr mich erwischt. 2004.
- Der Tote im Teppich. 2008.
- Lebenslänglich: Vergessene Opfer und die Arbeit des Weißen Rings. 2008.